# Red Sails
«Red Sails» es una canción escrita por David Bowie y Brian Eno para el álbum de 1979, Lodger. La canción ha sido descrita por Nicholas Pegg como “un pedazo de new wave optimista”. Chris O'Leary comparó la pista con la canción de 1975, «Monza (Rauf und Runter)» de Harmonia.

## Música y letra
Bowie y Brian Eno fueron influenciados por las bandas Neu! y Harmonia, las cuáles presentaban al guitarrista Michael Rother. Más tarde, Bowie admitió las influencias, y explicó que el guitarrista líder en Lodger, Adrian Belew, no estaba familiarizado con las bandas alemanas, pero tocó basado en sus indicaciones.

## Interpretaciones en vivo

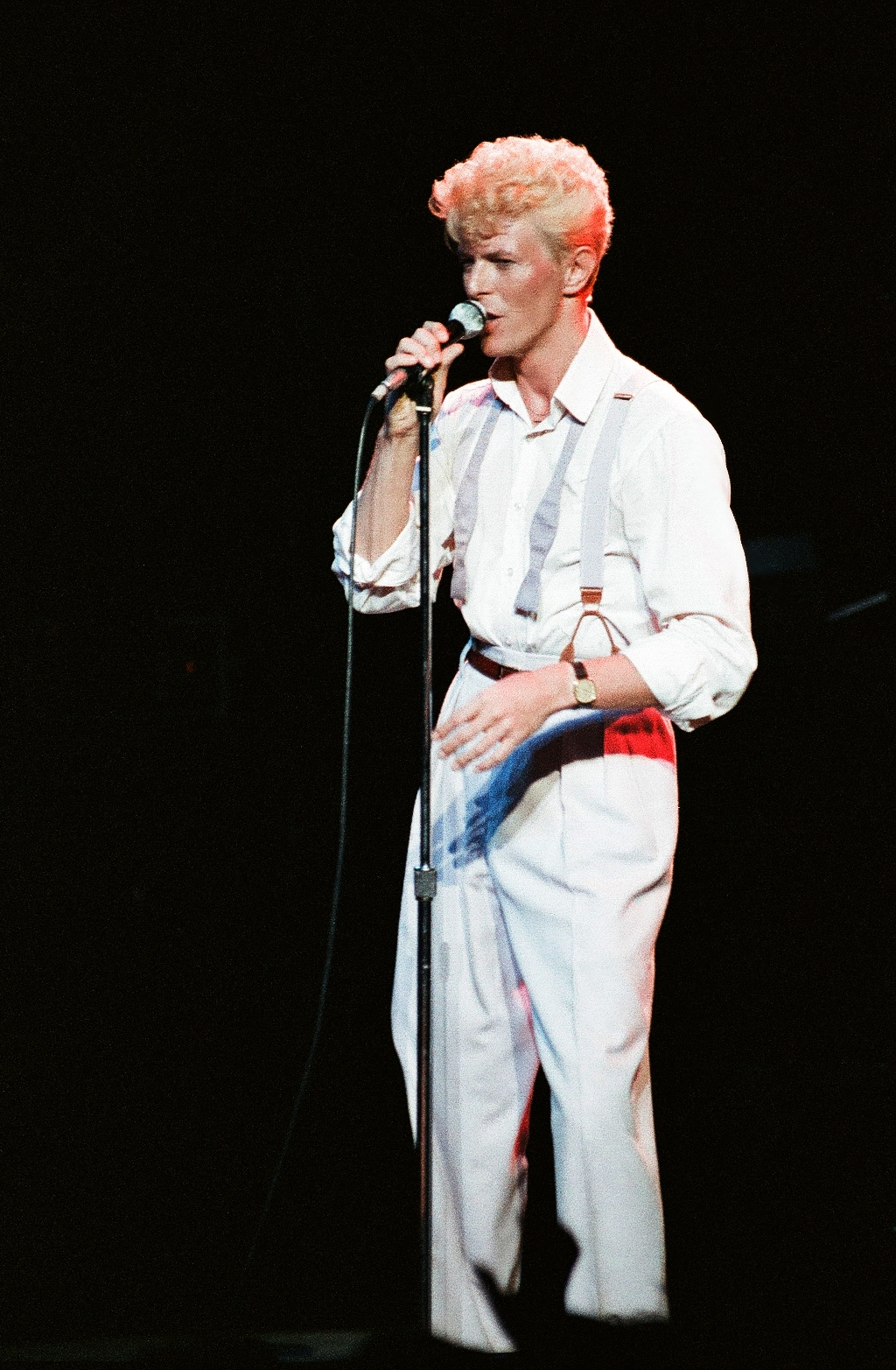
Bowie durante la gira de Serious Moonlight.

David Bowie interpretó la canción durante la gira de Serious Moonlight.
Fue tocada por primera vez durante la noche de apertura, el 18 de mayo de 1983 en el Vorst Nationaal en Bélgica.

## Otros lanzamientos
- La canción aparece en el álbum recopilatorio de 1989, Sound + Vision.[5]

## Créditos
Créditos adaptados desde las notas del álbum.
- David Bowie – voz principal y coros
- Carlos Alomar – guitarra
- Adrian Belew – guitarra
- George Murray –  bajo eléctrico
- Dennis Davis – batería
- Sean Mayes – piano
- Stan Harrison – saxofón
- Simon House – violín
- Brian Eno – sintetizador, coros, arreglos de guitarra
- Tony Visconti – coros